# Cosas de la vida
 Cosas de la vida  es una serie española, cuyo formato original es de Disney Channel Italia, que trata el día a día de dos hermanos y su familia. Su estreno fue el 7 de abril de 2008. El 22 de junio de 2009, se estrenó una nueva temporada de la serie.

## Historia
Tras el éxito de Cambio de Clase, Disney Channel España decidió apostar por las series de imagen real, grabadas con equipo local y adaptadas al público español.
El formato original se produjo en Italia, como también ocurrió con Cambio de Clase.

## Sobre la serie
Cada episodio consta de unos 5 o 6 sketches mostrando a los personajes en diferentes situaciones, cada uno durando unos 4 o 5 minutos (aproximadamente).

## Argumento
La serie cuenta el día a día de dos hermanos: Teo, interpretado por Andreas Muñoz, y Julia, interpretada por Elena de Frutos, de 15 y 14 años respectivamente, y de sus familiares y amigos. Las tramas suceden en lugares cotidianos como los parques, las puertas de los colegios, campos de fútbol, etc. Da un toque de humor a las situaciones más complicadas por las que pasan los adolescentes.

## Personajes

### Personajes principales
- Teo (Andreas Muñoz): Un chico normal poco espabilado.
- Julia (Elena de Frutos): Una chica despreocupada y alegre.
- Papá (Xavi Mira): Padre de la familia.
- Mamá (Roser Pujol): Madre de la familia.
- Moni (Alejandra Lorenzo): La hija menor de la familia además de la más lista.
- Rosi (Ana Mulvoy Ten): Mejor amiga de Julia. Está enamorada de Teo.
- Susi (Silma López): Amiga de Julia. Es algo "pijilla".
- Lito (Pablo Raya): Amigo de Teo. Está enamorado de Julia. Es algo torpe pero inteligente.
- Gym (Álvaro Monje temporada 1, Bernabé Fernández temporada 2): Amigo de Teo. Julia está enamorada de él. Es muy tonto.

### Otros personajes
- Ángela: Chica del colegio que le gusta a Teo. Aunque se la menciona a menudo, nunca se le ha visto.
- El entrenador: Entrenador del equipo de voleibol. Siempre deja a Julia en el banquillo.
- El camarero: Camarero servicial de un bar pero que se enfurece fácilmente.
- El quiosquero: Vendedor de revistas y golosinas en un quiosco.
- Micaela: Peluquera que ayuda a Julia a conquistar a Gym.
- Feli: Hermana de Rosita.

## Episodios
La duración de los episodios es de siete minutos, cada uno dividido en cinco sketches. La primera temporada tiene un total de cuarenta episodios, que fueron emitidos durante el 2008. El 22 de junio de 2009 se estrenó una nueva temporada, con un número total de episodios indefinido.
- Datos: Q5173843